# Saint-Célerin
Saint-Célerin, parfois appelée Saint-Célerin-le-Géré, est une commune française, située dans le département de la Sarthe en région Pays de la Loire, peuplée de 881 habitants.
La commune fait partie de la province historique du Maine, et se situe dans le Haut-Maine (Maine roux).

## Géographie
Saint-Célerin est située à 25 km au nord-est du Mans et à 10 km de Connerré en Sarthe.
|                 | Bonnétable    | Prévelles              |
| Torcé-en-Vallée | Saint-Célerin | La Chapelle-Saint-Rémy |
|                 | Lombron       |                        |

### Climat
Pour des articles plus généraux, voir Climat des Pays de la Loire et Climat de la Sarthe.
En 2010, le climat de la commune est de type climat océanique dégradé des plaines du Centre et du Nord, selon une étude du CNRS s'appuyant sur une série de données couvrant la période 1971-2000. En 2020, Météo-France publie une typologie des climats de la France métropolitaine dans laquelle la commune est exposée à un climat océanique altéré et est dans la région climatique  Moyenne vallée de la Loire, caractérisée par une bonne insolation (1 850 h/an) et un été peu pluvieux. 
Pour la période 1971-2000, la température annuelle moyenne est de 10,9 °C, avec une amplitude thermique annuelle de 14,4 °C. Le cumul annuel moyen de précipitations est de 716 mm, avec 11,5 jours de précipitations en janvier et 7,4 jours en juillet. Pour la période 1991-2020, la température moyenne annuelle observée sur la station météorologique de Météo-France la plus proche, sur la commune de Saint-Corneille à 9 km à vol d'oiseau, est de 12,0 °C et le cumul annuel moyen de précipitations est de 774,0 mm,. Pour l'avenir, les paramètres climatiques de la commune estimés pour 2050 selon différents scénarios d'émission de gaz à effet de serre sont consultables sur un site dédié publié par Météo-France en novembre 2022.

## Urbanisme

### Typologie
Au 1er janvier 2024, Saint-Célerin est catégorisée commune rurale à habitat dispersé, selon la nouvelle grille communale de densité à sept niveaux définie par l'Insee en 2022.
Elle est située hors unité urbaine. Par ailleurs la commune fait partie de l'aire d'attraction du Mans, dont elle est une commune de la couronne,. Cette aire, qui regroupe 144 communes, est catégorisée dans les aires de 200 000 à moins de 700 000 habitants,.

### Occupation des sols
L'occupation des sols de la commune, telle qu'elle ressort de la base de données européenne d’occupation biophysique des sols Corine Land Cover (CLC), est marquée par l'importance des territoires agricoles (76,6 % en 2018), en diminution par rapport à 1990 (79,7 %). La répartition détaillée en 2018 est la suivante : 
terres arables (35 %), zones agricoles hétérogènes (34,7 %), forêts (20,3 %), prairies (7 %), zones urbanisées (3,1 %). L'évolution de l’occupation des sols de la commune et de ses infrastructures peut être observée sur les différentes représentations cartographiques du territoire : la carte de Cassini (XVIIIe siècle), la carte d'état-major (1820-1866) et les cartes ou photos aériennes de l'IGN pour la période actuelle (1950 à aujourd'hui).

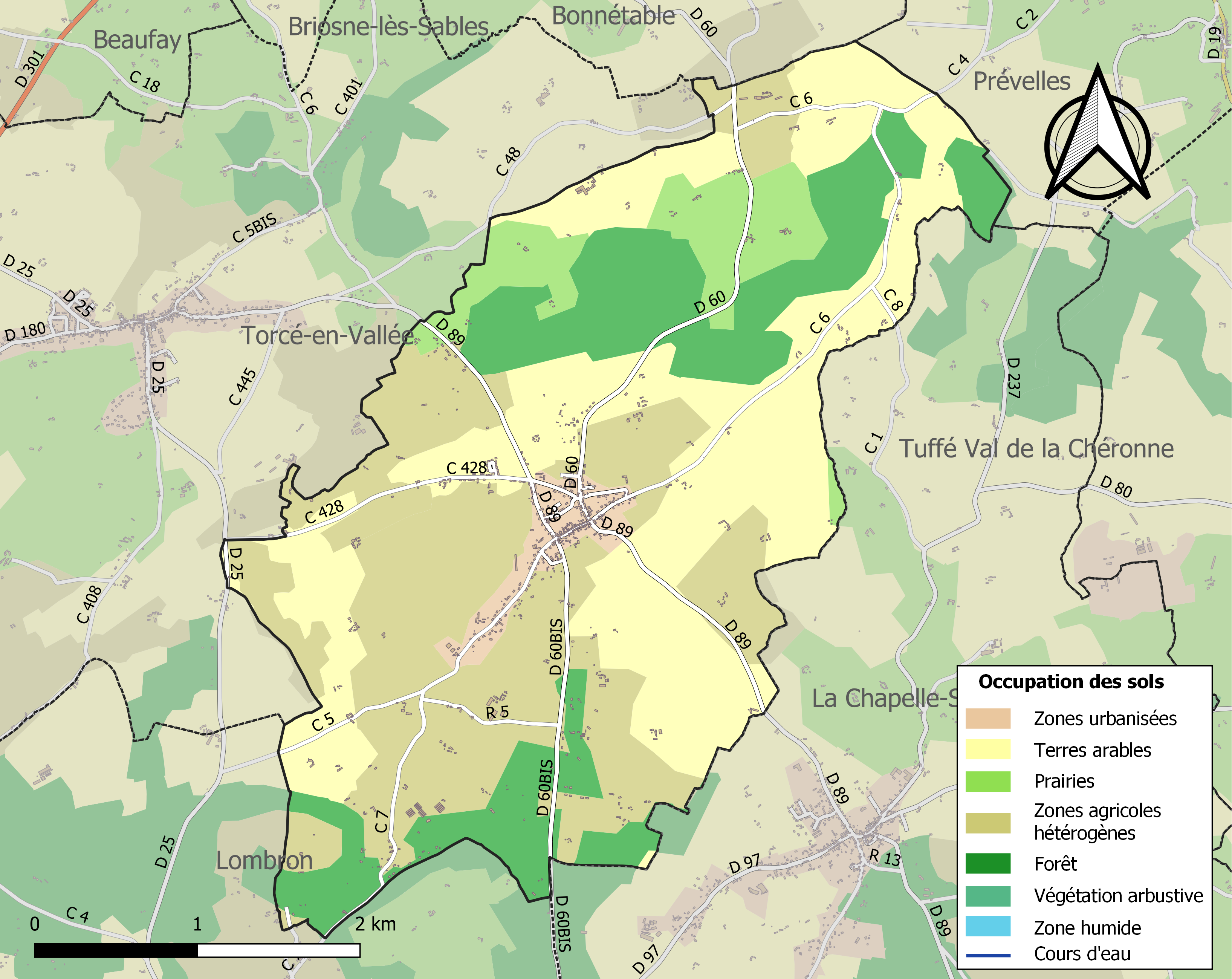
Carte des infrastructures et de l'occupation des sols de la commune en 2018 (CLC).

## Toponymie
Le gentilé est Gérois.

## Histoire
La ville fut assiégée trois fois lors de la guerre de Cent Ans entre 1430 et 1440.

## Politique et administration
| Période                                  | Période      | Identité          | Étiquette | Qualité                            |
| ---------------------------------------- | ------------ | ----------------- | --------- | ---------------------------------- |
| ?                                        | mars 2001    | Albert Chêne      |           |                                    |
| mars 2001                                | mars 2008    | Nicole Perrine    |           |                                    |
| mars 2008                                | juillet 2020 | Jacqueline Louvet | SE        | Retraitée de l'Éducation nationale |
| juillet 2020                             | En cours     | Franck Floquet    | SE        | Chef d’entreprise                  |
| Les données manquantes sont à compléter. |              |                   |           |                                    |

Le nombre d'habitants, au dernier recensement, étant compris entre 500 et 1499, le nombre de membres du conseil municipal est de 15.

## Démographie
L'évolution du nombre d'habitants est connue à travers les recensements de la population effectués dans la commune depuis 1793. Pour les communes de moins de 10 000 habitants, une enquête de recensement portant sur toute la population est réalisée tous les cinq ans, les populations de référence des années intermédiaires étant quant à elles estimées par interpolation ou extrapolation. Pour la commune, le premier recensement exhaustif entrant dans le cadre du nouveau dispositif a été réalisé en 2006.
En 2022, la commune comptait 881 habitants, en évolution de −0,9 % par rapport à 2016 (Sarthe : −0,25 %, France hors Mayotte : +2,11 %).
| 1793 | 1800 | 1806  | 1821 | 1831 | 1836 | 1841  | 1846 | 1851 |
| ---- | ---- | ----- | ---- | ---- | ---- | ----- | ---- | ---- |
| 822  | 869  | 1 028 | 885  | 954  | 945  | 1 001 | 992  | 973  |

| 1856 | 1861 | 1866 | 1872 | 1876 | 1881 | 1886 | 1891 | 1896 |
| ---- | ---- | ---- | ---- | ---- | ---- | ---- | ---- | ---- |
| 916  | 913  | 872  | 831  | 843  | 834  | 815  | 801  | 778  |

| 1901 | 1906 | 1911 | 1921 | 1926 | 1931 | 1936 | 1946 | 1954 |
| ---- | ---- | ---- | ---- | ---- | ---- | ---- | ---- | ---- |
| 776  | 827  | 805  | 707  | 734  | 662  | 676  | 623  | 641  |

| 1962 | 1968 | 1975 | 1982 | 1990 | 1999 | 2006 | 2011 | 2016 |
| ---- | ---- | ---- | ---- | ---- | ---- | ---- | ---- | ---- |
| 558  | 469  | 418  | 408  | 403  | 415  | 617  | 800  | 889  |

| 2021 | 2022 | - | - | - | - | - | - | - |
| ---- | ---- | - | - | - | - | - | - | - |
| 889  | 881  | - | - | - | - | - | - | - |

## Lieux et monuments
- Manoir du Bois-Doublet, de style Renaissance (1625), partiellement inscrit au titre des monuments historiques en 1996[21]. Il se dresse au milieu d’un vaste parc, avec ses dépendances et son pigeonnier, et trouve probablement ses origines au XVe siècle. Il subit de nombreuses transformations au début du XXe siècle. Ses salles et salons aux plafonds peints conservent des tapisseries murales et peintures représentant notamment des scènes illustrant les batailles d’Henri IV. Depuis 1989, il était la propriété de la communauté de communes du Pays des Brières et du Gesnois et redevenu privé récemment.
- Église de la Trinité, du XIIe au XVIe siècle, inscrite au titre des monuments historiques en 1984[22].
- Trois colombiers en parfait état, dont un à Bois-Doublet.

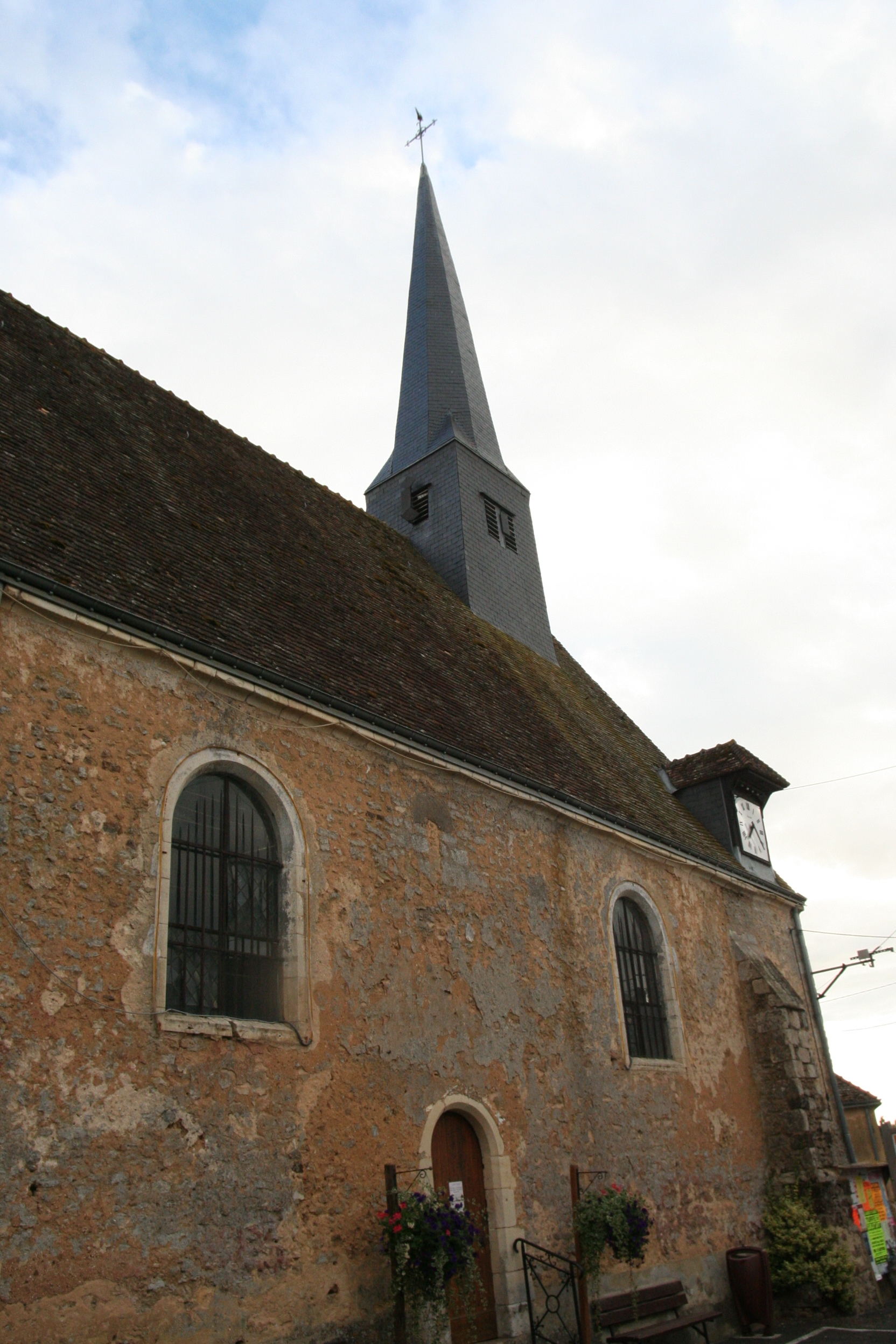
L'église de la Trinité.
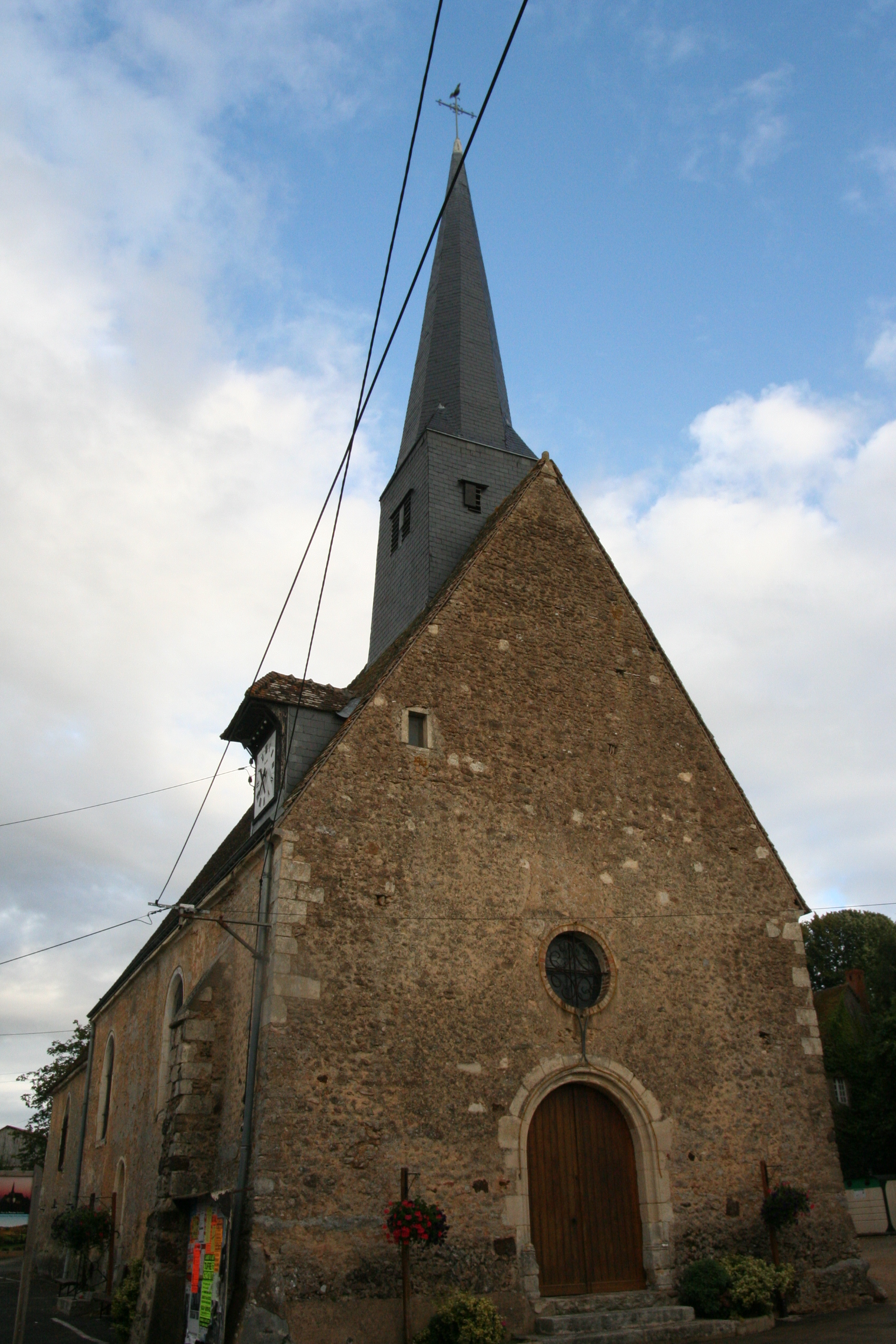
L'église de la Trinité.

## Héraldique
| Blason à dessiner | Blason  | Taillé ondé: au 1er d'azur à quatre glands d'or, la cupule vers le chef, un au premier canton, les trois autres rangés en barre, au 2e d'or à trois pigeonniers de sable, ouverts et ajourés du champ, rangés en barre; au filet ondé d'argent brochant sur la partition. |
| Blason à dessiner | Détails | Le statut officiel du blason reste à déterminer. |